# Mackenheim
Mackenheim (Mackene in alsaziano) è un comune francese di 760 abitanti situato nel dipartimento del Basso Reno nella regione del Grand Est.

## Società

### Evoluzione demografica
Abitanti censiti